# Industrimineral
Industrimineral är en samlingsbeteckning för bergarter, mineraler, eller andra naturligt förekommande material, vilka har ett ekonomiskt värde, undantagandes metaller, energimineral och ädelstenar.
Industrimineral bryts i ovanjords- eller underjordsgruvor, och krossas, och eventuellt koncentreras. före vidaretransport till användare.  

## Exempel på industrimineral
- alunit (mineral)
- bentonit (bergart)
- dolomit (mineral)
- fluorit (mineral)
- fältspat (mineral)
- gips (mineral)
- glimmer (mineral)
- grafit (mineral)
- ilmenit (mineral)
- kalksten (bergart)
- kaolinit (mineral)
- korund (mineral)
- kvarts (mineral) och kvartsit (bergart)
- olivin (mineral)
- perlit (mineral)
- pimpsten (bergart)
- skiffer (bergart]
- talk (mineral)
- wollastonit (mineral)
- vermikulit (mineral)
- zeoliter (mineral)